# Prepotto

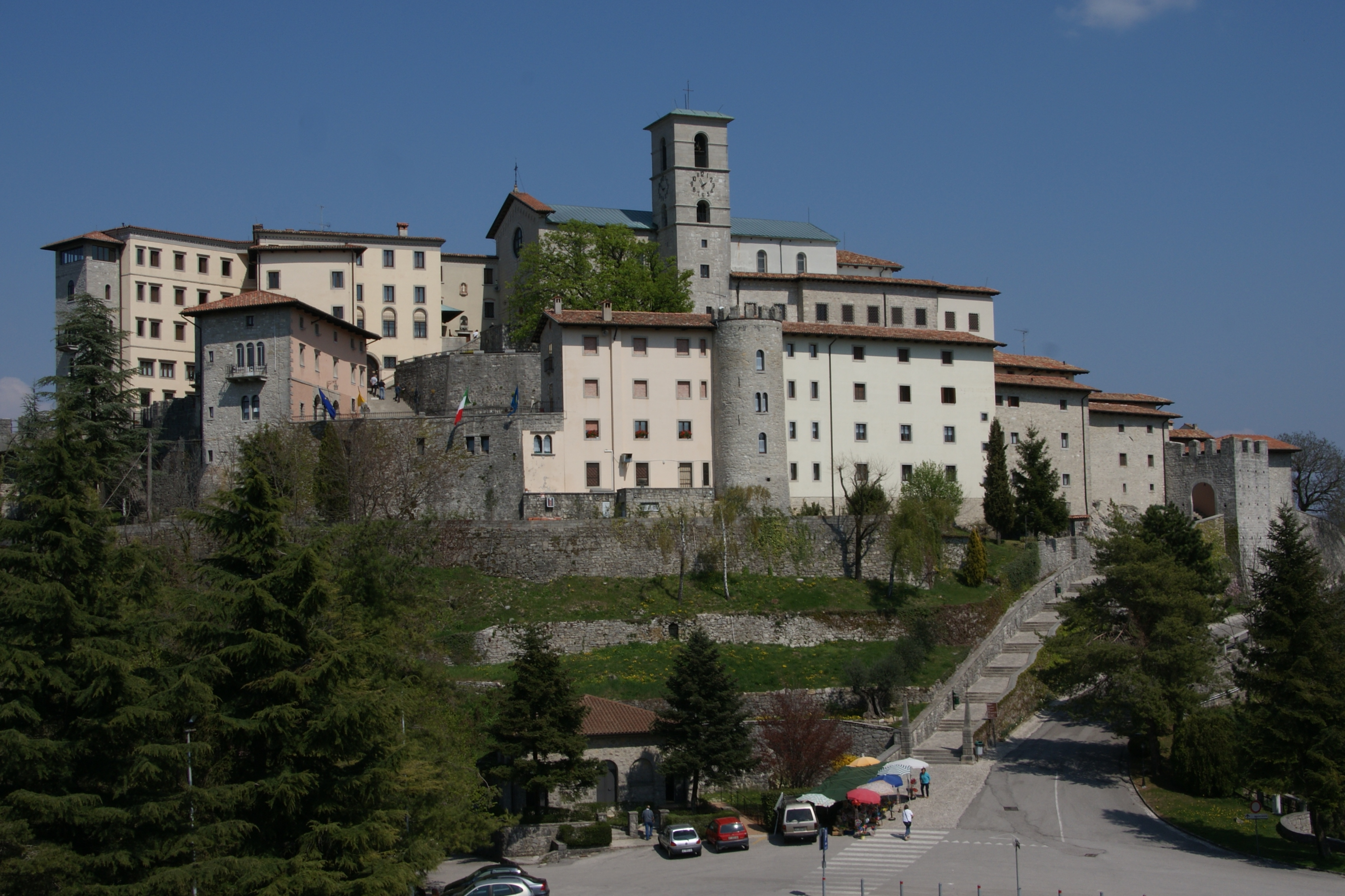
Burg von Castelmonte

Prepotto (im furlanischen Dialekt: Prepòt, slowenisch: Prapotno) ist eine nordostitalienische Gemeinde (comune) mit 702 Einwohnern (Stand 31. Dezember 2023) in der Region Friaul-Julisch Venetien. Die Gemeinde liegt etwa 18,5 Kilometer ostsüdöstlich von Udine, gehört zur Comunità Montana del Torre, Natisone e Collio und grenzt an Slowenien.
Auf dem Gebiet der Gemeinde befindet sich die Santuario della Beata Vergine di Castelmonte, ein Wallfahrtsort mit einer Madonna aus der ersten Hälfte des 15. Jahrhunderts, die hier am 8. September 1479 aufgestellt wurde. Die Kirche des Marienheiligtums wurde im 16. und 17. Jahrhundert erbaut und danach mehrfach umgestaltet.